# Wilhelm Schröder (Politiker, 1890)
Wilhelm Schröder (* 30. Dezember 1890 in Altdamm; † 29. Oktober 1972) war ein deutscher Postbeamter, Hochschullehrer und Politiker (SED). Er war von 1949 bis 1954 Staatssekretär im Ministerium für Post- und Fernmeldewesen der DDR.

## Leben
Schröder, Sohn eines Postbeamten, trat im März 1908 in den Postdienst ein. Er arbeitete als Vorsteher kleinerer und Dienststellenleiter großer Ämter sowie als Bürobeamter bei verschiedenen Oberpostdirektionen. Er war zunächst Mitglied der Deutschnationalen Volkspartei (DNVP), betätigte sich in der Gewerkschaftsbewegung und war von 1922 bis 1926 Vorsitzender des Provinzkartells Pommern des Deutschen Beamtenbundes. Er wurde Mitglied der Kommunistischen Partei Deutschlands (KPD) und beteiligte sich 1925 als erster deutscher Postbeamter an einer Studienfahrt nach der Sowjetunion. Von 1927 bis 1932 studierte er neben seinem Beruf in Berlin Volkswirtschaft und Rechte. 1930 legte er die Diplomprüfung ab und wurde 1932 zum Dr. oec. promoviert.
Nach der Machtergreifung der Nationalsozialisten wurde er auf Grund seiner gewerkschaftlichen Tätigkeit und seiner Veröffentlichungen über die Sowjetunion von den Nazis gemaßregelt. Er gründete eine antifaschistische Gruppe bei der Oberpostdirektion Berlin, die er jahrelang leitete. Schröder war bei Kriegsende Oberpostinspektor.
Nach dem Krieg wurde er Ende Mai 1945 zum stellvertretenden Leiter der Oberpostdirektion Berlin und zum stellvertretenden Leiter der Abteilung Post- und Fernmeldewesen im ersten Nachkriegsmagistrat von Berlin ernannt. Schröder war ab 1945 wieder Mitglied der KPD, ab 1946 der Sozialistischen Einheitspartei Deutschlands (SED). Im August 1945 übertrug ihm die Sowjetische Militäradministration in Deutschland (SMAD) die Leitung der Zentralverwaltung für das Post- und Fernmeldewesen in der Sowjetischen Besatzungszone (SBZ). Ab März 1948 war er Präsident der Zentralverwaltung bzw. Leiter der Hauptverwaltung für Post- und Fernmeldewesen der Deutschen Wirtschaftskommission (DWK). Bei der Gründung der Deutschen Demokratischen Republik (DDR) im Oktober 1949 wurde er zum Staatssekretär des Ministeriums für Post- und Fernmeldewesen berufen. Dieses Amt übte er bis Februar 1954 aus. Am 18. Februar 1954 wurde er von Ministerpräsident Otto Grotewohl als Staatssekretär verabschiedet und zum Professor für Postökonomik und zum Direktor des neugeschaffenen Instituts für Ökonomik des Post- und Fernmeldewesens an der Hochschule für Verkehrswesen „Friedrich List“ in Dresden ernannt. Schröder wurde 1956 emeritiert und lebte zuletzt in Berlin.

## Auszeichnungen
- 1971 Verdienstmedaille der Deutschen Post in Gold